# Monuments romans i romànics d'Arle
Els Monuments romans i romànics d'Arle estan inscrits a la llista del Patrimoni de la Humanitat de la UNESCO des del 1981.
El paquet inclou, a més del centre de la ciutat, en un radi de 65 hectàrees,vuit monuments:
- Amfiteatre
- Teatre
- Forum
- Termes de Constantí
- Les muralles romanes
- Els Aliscamps
- Església de Sant Tròfim
- l'exèdre romà